# (932) Hooveria
(932) Hooveria est un astéroïde évoluant dans la ceinture principale, découvert le 23 mars 1920 par l'astronome autrichien Johann Palisa à Vienne.
Il est nommé en l'honneur de Herbert Hoover, qui sera élu président des États-Unis, en reconnaissance de son aide à l'Autriche après la Première Guerre mondiale.